# Château de Gros-Chigy
Pour les articles homonymes, voir Gros.
Le château de Gros-Chigy est situé sur la commune de Saint-André-le-Désert en Saône-et-Loire, entre deux hameaux, à flanc de pente.
Il est partiellement inscrit par arrêté du 26 octobre 1967 sur la liste des monuments historiques au titre des façades et des toitures ; en revanche le bâtiment moderne n'est pas classé.

## Description
Les bâtiments sont groupés en un quadrilatère irrégulier autour d'une cour centrale. L'entrée est située au nord et consiste en une porte charretière accostée d'une porte piétonne, toutes deux précédées jadis de pont-levis, entre deux grosses tours rondes percées à leur base d'archères-canonnières. De part et d'autre de cette entrée, les courtines sont surmontées d'un chemin de ronde garni de meurtrières. À la muraille nord, s'appuie un long bâtiment rectangulaire qui abrite au rez-de-chaussée une salle divisée en trois nefs de quatre travées et qui serait l'ancien auditoire de Saint-André-le-Désert. Une grange est adossée au flanc est. À l'extrémité est du flanc sud, une conciergerie a été construite au XIXe siècle. Des communs lui font suite, flanqués à l'extérieur d'une tour carrée hors œuvre, remaniée aux XVIIe siècle et XVIIIe siècle, donnant dans les fossés par une petite porte en plein cintre.
Le corps de logis principal est adossé à la courtine ouest et flanqué sur son angle sud ouest d'une grosse tour carrée en bel appareil régulier, couronnée de mâchicoulis sur consoles formant chemin de ronde extérieur et défendue par une petite bretèche. Une cave voûtée de croisées d'ogives retombant sur de grosses piles rondes règne sous une partie du logis défiguré au XVIIIe siècle. Le logis est flanqué d'une tour d'escalier carrée hors œuvre, dans le mur de laquelle on distingue les fentes des balanciers d'une planchette. Cette tour est percée d'une petite porte que surmonte un cartouche armorié daté de 1570. À l'étage du logis, on devine au plafond des éléments peints du XVIe siècle ou du XVIIe siècle. Une petite tour carrée flanque le mur ouest.
Au sud, entre le donjon et la tour carrée, se trouve une terrasse soutenue par de puissants contreforts.
Le château est une propriété privée et ne se visite pas. Il est inscrit à l'Inventaire Supplémentaire des Monuments historiques depuis 1967.
L'une de ses plus anciennes représentations est un dessin réalisé en 1845 par Rousselot, inspecteur des Forêts (volume conservé à l'Académie de Mâcon).

## Historique
- Entre 1171 et 1237 : le château joue un rôle clé dans la soumission des grands féodaux.
- Entre 1361 et 1477 : le château est un verrou très exposé sur une frontière contestée entre le comté de Chalon, qui est au duc de Bourgogne, et le Mâconnais, qui est au roi de France, et il subit au moins quatre destructions violentes.
- 1435 : Claudine de Vaux épouse Guillaume de l'Aubépin qui rebâtit le château, le précédent ayant été démantelé par ordre royal.
- Début du XVIIe siècle : la terre passe, par les femmes, aux Rabutin.
- 1666 : acquisition par les Champier.
- 1748 : propriété de  Claude de Valadoux.
- 1767 : Michel Ducret, officier aux Gardes-Françaises, achète le bien.
- 1794 : d'après un procès-verbal, le château est en ruines. Le château est vendu aux enchères comme bien national. Un cahier des charges contraint son adjudicataire à transformer le château en ferme. Un monsieur Dauxois est alors déclaré adjudicataire. Six mois plus tard, ce monsieur Dauxois échange avec un monsieur Ducrot le château contre des terres. Sous la contrainte et pressée par les révolutionnaires, la famille Ducrot laisse se dégrader un peu plus le château. La révolution s'essouffle et la famille Ducrot reprend alors l'entretien du château.
- Depuis le XIXe siècle restaurations et remaniements ; la propriété est rachetée par divers propriétaires successifs.